# 펜초 슬라베이코프

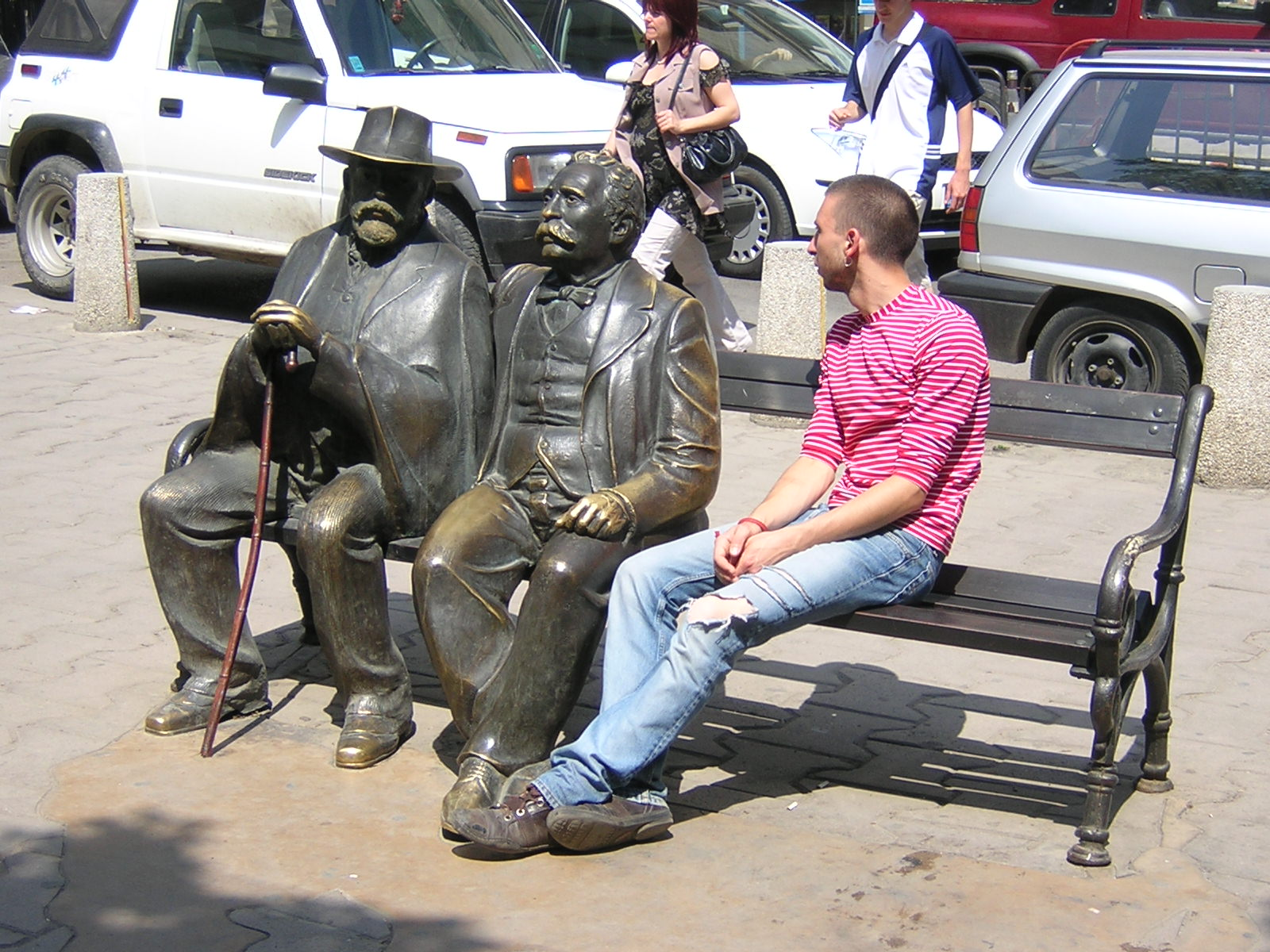
불가리아 소피아의 슬라베이코프 광장에 있는 페트코 슬라베이코프(왼쪽)와 펜초 슬라베이코프(오른쪽) 동상

펜초 페트코프 슬라베이코프(불가리아어: Пенчо Петков Славейков, 1866년 4월 27일 불가리아 트랴브나 ~ 1912년 5월 28일 이탈리아 브루나테)는 불가리아의 시인, 작가이다.

## 생애
불가리아 트랴브나에서 작가인 페트코 슬라베이코프의 아들로 태어났으며 스타라자고라, 플로브디프에서 교육을 받았다. 1884년 1월 눈이 내리던 날에 벤치에서 잠을 자던 도중에 폐렴에 감염되었고 플로브디프, 소피아, 라이프치히, 베를린, 파리로 이주했다. 라이프치히에서 철학을 전공한 이후에는 독일 문학의 영향을 받았다.
1898년에 불가리아로 귀국했으며 1901년부터 1909년까지 불가리아 국립도서관 보조 기획자, 1909년부터 1911년까지 불가리아 국립도서관 기획자로 근무했다. 1908년부터 1909년까지는 불가리아 국립국장 기획자를 역임했다. 1911년 7월 10일에는 불가리아 문화부 장관을 역임하고 있던 스테판 봅체프(Стефан Бобчев)와의 갈등으로 인해 불가리아 국립도서관에서 해고당했고 나중에 스위스를 여행하게 된다.
1911년 11월에 이탈리아로 이주하면서 3개월 동안 로마에 체류했고 1912년 5월에는 피렌체로 이주했다. 코모호 부근에 위치한 브루나테(Brunate)로 이주했고 1912년 6월 10일에 브루나테에서 사망했다. 1912년에는 노벨 문학상 후보로 거론되기도 했지만 수상자로 선정되지는 않았다.
그의 유해는 1921년에 불가리아로 귀환했다. 주요 작품으로는 서사시 《피의 노래》(Кървава песен, 1913년)가 있다. 1999년에 발행된 불가리아의 50 레프 지폐에는 그의 초상화가 그려져 있다.